# Noorderhaven (Zutphen)
Noorderhaven is een woonwijk in de Gelderse stad Zutphen, waar ook plaats is voor horeca, jachthaven, winkels en kantoren. De woonwijk is nog deels in aanbouw. De wijk is gelegen op een voormalig industrieterrein, dat nu geherstructureerd wordt. Als de woonwijk voltooid is, zijn er zo'n 1200 woningen gerealiseerd en is er een nieuwe poort naar de Zutphense binnenstad. Deze woonwijk ligt ten noorden van Station Zutphen en direct aan de rivier de IJssel. Ten noorden van de wijk ligt het industrieterrein De Mars. Het woongebied Noorderhaven is nieuw, maar wel met het karakter van toen. Industrieel erfgoed is gerestaureerd en heeft dit nieuwe bestemmingen gekregen. Een aantal historische panden - zoals de Broodfabriek en het Koelhuis een nieuw leven gekregen en mogen zich rekenen tot de hotspots van de wijk. 
Noorderhaven is een unieke plek geworden waar de stad, het landschap en de IJssel elkaar ontmoeten. Met de realisatie van de wijk Noorderhaven is de sprong over het spoor gemaakt en ligt het spoor niet langer aan de rand van Zutphen, maar vormt het een levendig middelpunt. Het bestaande landschap en de cultuur-historische elementen van dit gebied dienden als basis voor de stedenbouwkundige opzet. Hierdoor zijn de natuur, de historie en de woningen onlosmakelijk met elkaar verbonden. 
Diverse faciliteiten zijn reeds gerealiseerd, zoals een McDonald's, Sportschool, bioscoop en kantoorcomplexen. Verder is er een autotunnel (waar ook een fietspad en voetpad onderdeel van gaan uitmaken) en een fietserstunnel aangelegd. De gehele woonwijk is in 2023 klaar. De wijk wordt gebouwd na een privaat-publiek convenant tussen Heijmans en de gemeente Zutphen.

Rivier en stad als smaakmaker
De nieuw aangelegde Jachthaven Noorderhaven is de identiteitsdrager en naamgever van Noorderhaven. De haven die hier ooit lag, is in ere hersteld. De haven staat in open verbinding met de IJssel en heeft gedurende het jaar verschillende waterniveaus. De Noordzijde van de haven is stedelijk en ideaal op de zon georiënteerd en daarom bij uitstek geschikt voor horecafuncties. De Zuidzijde heeft een groen karakter met taluds. De IJssel is een belangrijke drager van de ontwikkeling. De Noorderhaven staat in directe verbinding met de IJssel, zodat de dynamiek van de rivier tot diep in het plangebied zichtbaar is. De IJsselkade, welke een prominente rol speelt in de aanblik van de binnenstad, wordt verlengd naar de Noorderhaven en de Houthaven. Zo ontstaan voor Noorderhaven en Zutphen als geheel nieuwe verblijfsplekken rondom het water van de IJssel. 